# باکلان کوچک
باکلان کوچک (نام علمی: Microcarbo niger) گونه‌ای باکلان عضو سردهٔ باکلان‌های کوچک است که در هند، سری لانکا، بنگلادش، نپال و بخش‌هایی از برمه، تایلند، لائوس و اندونزی زندگی می‌کند.